# 1560'erne
Århundreder: 15. århundrede – 16. århundrede – 17. århundrede
Årtier: 1510'erne 1520'erne 1530'erne 1540'erne 1550'erne – 1560'erne – 1570'erne 1580'erne 1590'erne 1600'erne 1610'erne
År: 1560 1561 1562 1563 1564 1565 1566 1567 1568 1569
Begivenheder
Personer